# 柳州
柳州（りゅうしゅう）は、中国にかつて存在した州。唐代から元初にかけて、現在の広西チワン族自治区柳州市一帯に設置された。

## 概要
621年（武徳4年）、唐が蕭銑を滅ぼすと、隋の始安郡馬平県に南昆州が置かれた。南昆州は馬平・新平・文安・賀水・陽徳の5県を管轄した。この年のうちに、陽徳県は循徳県と、文安県は楽沙県と改称された。634年（貞観8年）、南昆州は柳州と改称された。柳州の名は州の境界にあった柳嶺から取ったものである。742年（天宝元年）、柳州は竜城郡と改称された。758年（乾元元年）、竜城郡は柳州の称にもどされた。柳州は嶺南道の桂管十五州に属し、竜城・馬平・象・洛容・洛曹の5県を管轄した。
宋のとき、柳州は広南西路に属し、柳城・馬平・洛容の3県を管轄した。
1276年（至元13年）、元により柳州に安撫司が置かれた。1279年（至元16年）、柳州安撫司は柳州路総管府と改められた。柳州路は湖広等処行中書省に属し、柳城・馬平・洛容の3県を管轄した。
1368年（洪武元年）、明により柳州路は柳州府と改められた。柳州府は広西省に属し、直属の馬平・洛容・柳城・羅城・懐遠・融・来賓の7県と象州に属する武宣県と賓州に属する遷江・上林の2県、合わせて2州10県を管轄した。
清のとき、柳州府は広西省に属し、馬平・洛容・柳城・羅城・懐遠・融・来賓・象州の1州7県を管轄した。
1913年、中華民国により柳州府は廃止された。